# رولوف كورنليوس كاسترا
رولوف كورنليوس كاسترا مواليد 1942 (بالإنجليزية: Roelof Cornelius Kaastra)‏ هو عالم نبات هولندي.